# Chevillon, Haute-Marne

Chevillon este o comună în departamentul Haute-Marne din nord-estul Franței. În 2009 avea o populație de 1.385 de locuitori.

## Evoluția populației
| An        | 1975  | 1982  | 1990  | 1999  | 2006  | 2009  |
| --------- | ----- | ----- | ----- | ----- | ----- | ----- |
| Populație | 1.532 | 1.607 | 1.556 | 1.455 | 1.403 | 1.385 |